# Шерагульское муниципальное образование
Шерагульское муниципальное образование — муниципальное образование со статусом сельского поселения в 
Тулунском районе Иркутской области России. Административный центр — поселок Шерагул.

## Демография
По результатам Всероссийской переписи населения 2010 года 
численность населения муниципального образования составила 2361 человек, в том числе 1136 мужчин и 1225 женщин.

## Населённые пункты
В состав муниципального образования входят населённые пункты:
- Шерагул
- Шуба
- Новотроицк
- Трактовая